# سیلاس بیلونگ
سیلاس بیلونگ (انگلیسی: Silas Billong؛ زادهٔ ۱۳ سپتامبر ۱۹۷۴) بازیکن فوتبال، و داور فوتبال اهل فرانسه است.
از باشگاه‌هایی که در آن بازی کرده‌است می‌توان به باشگاه فوتبال استاد رنس، باشگاه فوتبال استاد برستوا ۲۹، و باشگاه فوتبال تولوز اشاره کرد.